# Гузар Роман Євгенович
Роман Гузар (8 серпня 1888, с. Завалів, нині Підгаєцький район, Тернопільська область — 17 вересня 1930, Львів) — український військовий та громадський діяч, сотник УГА, кооператор.

## Життєпис

Українська делегація на переговорах з поляками у Львові 31 липня 1919 року.
Сидять зліва направо: Роман Гузар, Петро Левчук, Петро Ліпко, Семен Магаляс, Петро Мшанецький;
стоять зліва направо: 2-й — Василь Руцький, 4-й — Остап Луцький.

Народився 8 серпня 1888 року у сім'ї священника Євгена Гузара в селі Завалові, нині Підгаєцького району.
Закінчив гімназію у Львові. Служив як однорічник в Австрійському війську, де був підвищений до звання старшини. Під час Першої Світової війни брав участь у боях на італійському фронті, де був поранений чотири рази.
У ніч із 30 жовтня на 1 листопада 1918 брав участь у роззброєнні 41-го піхотного полку в м. Львові. Після розвалу Австро-Угорської Імперії, 1 листопада 1918 року зголосився до УГА, де був призначений до Головного Штабу УГА. Був старшиною оперативного відділу НКГА (у Бережанах і Ходорові). Від 20 червня 1919 був помічником начальника оперативного штабу НКГА В. Льобковіца; після переходу за р. Збруч перебував у штабі повноваженого військових справ при Диктаторі ЗУНР в м. Кам'янці-Подільському. 
Член спільної делегації Армії УНР та ГА на переговорах у Варшаві (08.1919) з представниками уряду Польщі. 
У 1920 повернувся до Львова, де працював урядовцем при кооперативі Народна торгівля.
Останні роки свого життя важко хворів на недугу нирок.
Помер у Львові 17 вересня 1930 року. Похований на Личаківському цвинтарі.